# Marcel Jean
Marcel Jean (* 16. Dezember 1900 in La Charité-sur-Loire; † 4. Dezember 1993 in Louveciennes) war ein französischer Künstler und Autor des Surrealismus.

## Leben
Marcel Jean studierte von 1919 bis 1921 an der École des Arts décoratifs in Paris. Von 1924 bis 1925 war er kurzzeitig als technischer Zeichner in den USA tätig. Nach seiner Rückkehr nach Paris arbeitete er als Künstler und Schriftsteller. 1933 schloss er sich den Surrealisten an. 1937 trat er zudem als Schauspieler in einer Inszenierung von Alfred Jarrys Ubu in Ketten auf. 1938 übersiedelte er mit seiner Frau Lily nach Budapest, wo er ein Studio für Textildesign leitete. Jean arbeitete dabei weiter als Maler, Zeichner und Schriftsteller. 1945 kehrte er nach Frankreich zurück und schloss sich erneut den Surrealisten an. 1948 war Jean einer der Unterzeichner des Aufrufs À la niche les glapisseurs de dieu! („In die Hundehütte mit den Gottes-Kläffern“), die sich dagegen wandten, dass Michel Carrouges, ein religiöser Schriftsteller, mit stillschweigendem Einverständnis Bretons in den Kreis der Surrealisten aufgenommen wurde. Dies trug dazu bei, dass Jean 1951 aus der Gruppe verbannt wurde. Er blieb den Surrealisten aber bis an sein Lebensende verbunden.

## Werk

### Bildende Kunst
Wie viele Surrealisten arbeitete Jean in mehreren Kunstformen: Gemeinsam mit Óscar Domínguez schuf er 1936 und 1937 Décalcomanien, die in der Zeitschrift Minotaure abgedruckt wurden. Außerdem gestaltete er Collagen, Frottagen, Radierungen und Objektkunst. Ein Beispiel hierfür ist Le spectre du gardenia, Jeans Beitrag zur Exposition surréaliste im Jahr 1933: Dabei handelte es sich um einen schwarzen Gipskopf mit Reißverschlüssen statt Augen und Filmstreifen um den Hals. Ursprünglich sollte das Werk Le secret du gardenia heißen, nach einer Filmrolle, die er auf einem Flohmarkt gefunden hatte. Wie sich Jean später erinnerte, drängte der Kopf der Surrealistenbewegung, André Breton, die Künstler seines Kreises dazu, mit Objets trouvés zu arbeiten, weshalb er mehrere davon gestaltet habe.
Auf der Exposition Internationale du Surréalisme, die 1938 in der Galerie Beaux-Arts in Paris stattfand, waren einer der Höhepunkte die 16 „Mannequins“, Schaufensterpuppen, die von Künstlern wie Max Ernst, André Masson, Sonia Mossé und eben auch Marcel Jean umgestaltet worden waren. Jeans Puppe stellte eine Wassernymphe dar, die in einem Netz gefangen war.
In Budapest begann Jean surrealistische Möbel zu entwerfen. Bekannt ist sein Armoire surréaliste („surrealistischer Kleiderschrank“) aus dem Jahr 1941: Auf das Holz der Vorderseite malte er in Trompe-l’œil-Technik halb geöffnete Schubladen und Türen, die den Blick auf eine scheinbar dahinterliegende Landschaft freigeben.
Nach seiner Rückkehr nach Frankreich malte Jean in den Jahren 1946–1948 imaginäre Pflanzen-Tiere und erfand 1949 eine neue Maltechnik, die „Flottage“: Er goss in Benzin aufgelöste Farben in einen Bottich mit Wasser und zog dann Papier über die schwimmenden Farben. Aus den so auf dem Papier erscheinenden „Trauminseln“ („îlots de rêve“) gestaltete Jean dann fantastische Landschaften. Anfang der 1950er Jahre wandte sich Jean der abstrakten Malerei zu. 1950 entwarf er surrealistische Wappen („blasons surréalistes“), bis Mitte der 1970er Jahre folgten Medaillen, die er verschiedenen surrealistischen Künstlern widmete.

### Schriftstellerei
Jean tat sich auch als Schriftsteller hervor. Bereits 1930 erstellte er gemeinsam mit seinem Bruder, dem Zeichner André Jean, einen kurzen Bildroman mit dem satirischen Titel Mourir pour la Patrie („Sterben für das Vaterland“). Die Bilder orientierten sich an den Illustrationen der Romane Jules Vernes und den Collagen Max Ernsts. Es erschien 1935 in den renommierten Cahiers d’Art. Im Vorwort stellte Jean klar, um welches Vaterland es ihm dabei ging: das „Land geistiger Freiheit“, ein „verlorenes Land“, und doch „das einzige Land, für das wir sterben würden“.
In Budapest verfasste Jean gemeinsam mit dem Philosophen und Psychologen Árpád Mezei Bücher und Artikel über Dichter wie Lautréamont, die er als Vorläufer des Surrealismus ansah. 1959 legten beide eine Geschichte der surrealistischen Malerei vor, deren Schutzumschlag sein Armoire surréaliste zierte.

## Bücher (Auswahl)
- mit André Jean: Mourir pour la Patrie. Éditions Cahiers d Art, Paris 1935.
- mit Árpád Mezei: Maldoror. Essai sur Lautréamont et son œuvre, suivi de notes et de pièces justificatives. Éditions de Pavois, Paris 1947.
- mit Árpád Mezei: Histoire de la peinture surréaliste. Seuil, Paris 1959
  - dt.: Geschichte des Surrealismus. Dumont, Köln 1961.
- Autobiographie du surréalisme. Seuil, Paris 1978
- Au galop dans le vent. Souvenirs. De Monza Editeu, Paris 1991.